# Plan de numérotation en Polynésie française
Le plan de numérotation téléphonique en Polynésie française détermine la structure des numéros de téléphone dans la collectivité. Depuis 2014, il est fondé sur une numérotation fermée à 8 chiffres qui concerne toutes les lignes téléphoniques (téléphone analogique traditionnel POTS, mobile, voix sur IP). Le plan de numérotation a été modifié en février 2019 quand VITI, un nouvel opérateur mobile, est entré sur le marché.
Le format de numérotation internationale est le suivant : +689 XX XX XX XX

## Téléphone fixe
| LISTE DES ATTRIBUTIONS | LISTE DES ATTRIBUTIONS | LISTE DES ATTRIBUTIONS                        |
| Plages de numéros      | Utilisation du numéro  | Allocation                                    |
| ---------------------- | ---------------------- | --------------------------------------------- |
| 40 XX XX XX            | Géographique           | OPT (Office des postes et télécommunications) |
| 49 XX XX XX            | Non géographique       | OPT                                           |

Remarque : les téléphones publics utilisent le 40 88 XX XX 

## Téléphone mobile
| LISTE DES ATTRIBUTIONS | LISTE DES ATTRIBUTIONS | LISTE DES ATTRIBUTIONS |
| Plages de numéros      | Utilisation du numéro  | Allocation             |
| ---------------------- | ---------------------- | ---------------------- |
| 87 XX XX XX            | Prépayé/Postpayé       | VIN                    |
| 88 XX XX XX            | Port payé              | VITI                   |
| 89 XX XX XX            | Prépayé/Postpayé       | Pacific Mobile Telecom |